# Милка Ерато
Милка Атанасова-Ерато е българска актриса.

## Биография
Родена е във Варна на 24 май 1896 г. Дебютира през 1921 г. във Варненския общински театър. През 1924 г. завършва театрална школа в Берлин. Работи в пътуващите театри „Добри Войников“ и „Нов свят“. Играе на сцените на театрите в Хасково, Бургас, Плевен, Русе, Враца.
В 1941 година е актриса в българския Скопски народен театър.
Завършва професионалната си кариера в театъра в Перник. Почива на 25 март 1955 г. в Перник.

## Роли
Милка Ерато играе множество роли, по-значимите са:
- Съпругата – „Когато слушаш хората“ на Бранислав Нушич
- Г-жа Добревич – „Хъшове“ на Иван Вазов
- Катерина – „Буря“ на Александър Островски
- Принцеса Еболи – „Дон Карлос“ на Фридрих Шилер[1]